# NASCAR 99
NASCAR 99 est un jeu vidéo de course NASCAR sorti en 1998 sur PlayStation et Nintendo 64.
Le jeu est développé par Stormfront Studios et édité par EA Sports. Il s'agit du second titre NASCAR d'Electronic Arts, un an après NASCAR 98.

## Pilotes disponibles
- John Andretti
- Johnny Benson
- Geoffroy Bodine
- Jeff Burton
- Ward Burton
- Ricky Craven
- Dale Earnhardt
- Bill Elliott
- Jeff Gordon
- David Green (en)
- Bobby Hamilton (en)
- Ernie Irvan
- Kenny Irwin Jr.
- Dale Jarrett
- Bobby Labonte
- Terry Labonte
- Sterling Marlin
- Mark Martin
- Jeremy Mayfield
- Ted Musgrave
- Steve Park
- Kyle Petty
- Ricky Rudd
- Ken Schrader
- Mike Skinner
- Hut Stricklin
- Dick Trickle
- Kenny Wallace
- Rusty Wallace
- Darrell Waltrip
- Michael Waltrip